# أحمد حماني
أحمد حماني (6 سبتمبر 1915 بقرية ازيار الواقعة في دوار تمنجر ببلدية العنصر جيجل – 29 يونيو 1998) أستاذ وعالم مسلم عين في اللجنة المركزية لجبهة التحرير الوطني من سنة 1983 إلى 1985، انتخب رئيسا لجمعية العلماء المسلمين الجزائريين في سنة 1991. كما تولى إدارة جريدة البصائر في نفس السنة.

## نشأته
ولد أحمد بن محمد بن مسعود بن محمد حماني يوم الاثنين 26 شوال 1333 هـ الموافق ل 6 سبتمبر 1915 بقرية ازيار الواقعة في دوار تمنجر ببلدية العنصر دائرة الميلية ولاية جيجل. قام والده بتغيير تاريخ الميلاد إلى سنة 1920 حتى يكمل دراسته قبل أن تدركه الخدمة العسكرية. ينتسب الشيخ أحمد إلى عائلة مشهود لها بمقاومة الظلم الاستعماري.
نزح إلى قسنطينة في فصل الربيع من سنة 1930 فأتم حفظ القرآن بكتاب سيدي أمحمد النجار ثم انخرط في سلك طلبة الإمام عبد الحميد بن باديس ابتداء من أكتوبر 1931 مدة ثلاث سنوات (سبتمبر 1934) وأتقن بهذه المدة فنون الدراسة الابتدائية، وحضر أول مظاهرة شعبية قادها الشيخ ابن باديس كما حضر بهذه السنة لأول مرة اجتماعا عاما لجمعية العلماء وانخرط فيها كعضو عامل.

## رحلته إلى تونس
ارتحل إلى تونس في أول السنة الدراسية 1934 – 1935 فانتظم في سلك طلبة الجامع الأعظم رفقة جلة من رفقائه كالشيخ علي المغربي والشيخ المهدي البوعبدلي وآخرون، ودامت دراسته هناك مدة عشر سنوات ملتزما بالنظام، حصل على الأهلية في 1936، وعلى شهادة التحصيل في 1940، وعلى شهادة العالمية في سنة 1943.
كانت صلته بابن باديس في حياته وبجماعته بقسنطينة لم تنقطع، ومن هنا عمل بمجلة «الشهاب»، ثم بجريدة «البصائر» وكتب فيهما، وتحمل مسؤوليات في جمعية العلماء، وشارك في الصحافة التونسية والجزائرية منذ سنة 1937، وانتخب أمينا عاما في جمعية الطلبة الجزائريين بتونس بجانب الأستاذ الشاذلي المكي الذي اعتقل سنة 1940 وتعطلت الدراسة في شهر جوان 1940، فلم تستأنف إلا في شهر أكتوبر فحضر امتحان التحصيل ونجح بالتفوق، ثم جاءه الأمر من جماعة قسنطينة بمواصلة الدراسة العليا وأطاع، فواصل الدراسة في القسم الشرعي وانتهت بحصوله على الشهادة العالمية في جويلية 1943.
أثناء هذه الفترة تطورت أحداث الحرب العالمية الثانية. ونزل الحلفاء بالجزائر وسابقهم الألمان نزلوا بتونس في نوفمبر 1942 وانقطعت الصلة بين تونس والجزائر تماما، وتعذر الاعتماد المادي وكان معه بعثة علمية هو مسؤول عنها ماديا وأدبيا، فصار مسؤولا عن خمسة ولم يبخل الشعب التونسي الكريم عليه طيلة وجود الألمان حتى ارتحلوا أو طردوا في ماي 1943.
أثناء وجود الألمان غامر بالاتصال معهم مع أنهم قد بدأ احتضارهم وكان رفقة التونسيين والجزائريين، وقد انكشف له خبث نياتهم وسوء نظرهم إلى العرب، وتبين أنهم يعتبرون ارض إفريقيا حقا لاستغلال الأوروبيين، وعداوتهم للفرنسيين إنما من أجل هذا الاستغلال، أما العرب فهم كالعدم، وفي برقية من هتلر إلى بيتان يقول: «نزلت جيوشي بتونس من أجل الاحتفاظ بإفريقيا لأوروبا» ففشلت هذه الاتصالات بهم، وخصوصا بعد هزائمهم في روسيا، وفي العلمين.
بعد احتلال تونس ألصقت به تهمة الاتصال بالعدو في زمن الحرب، والقي القبض على كثير من الطلبة الجزائريين، فدخل عالم السرية ابتداء من 1943 ونجا من العذاب الأليم، إلى أن قطع دراسته في القسم الأدبي ليعود للجزائر.

## عودته إلى الجزائر

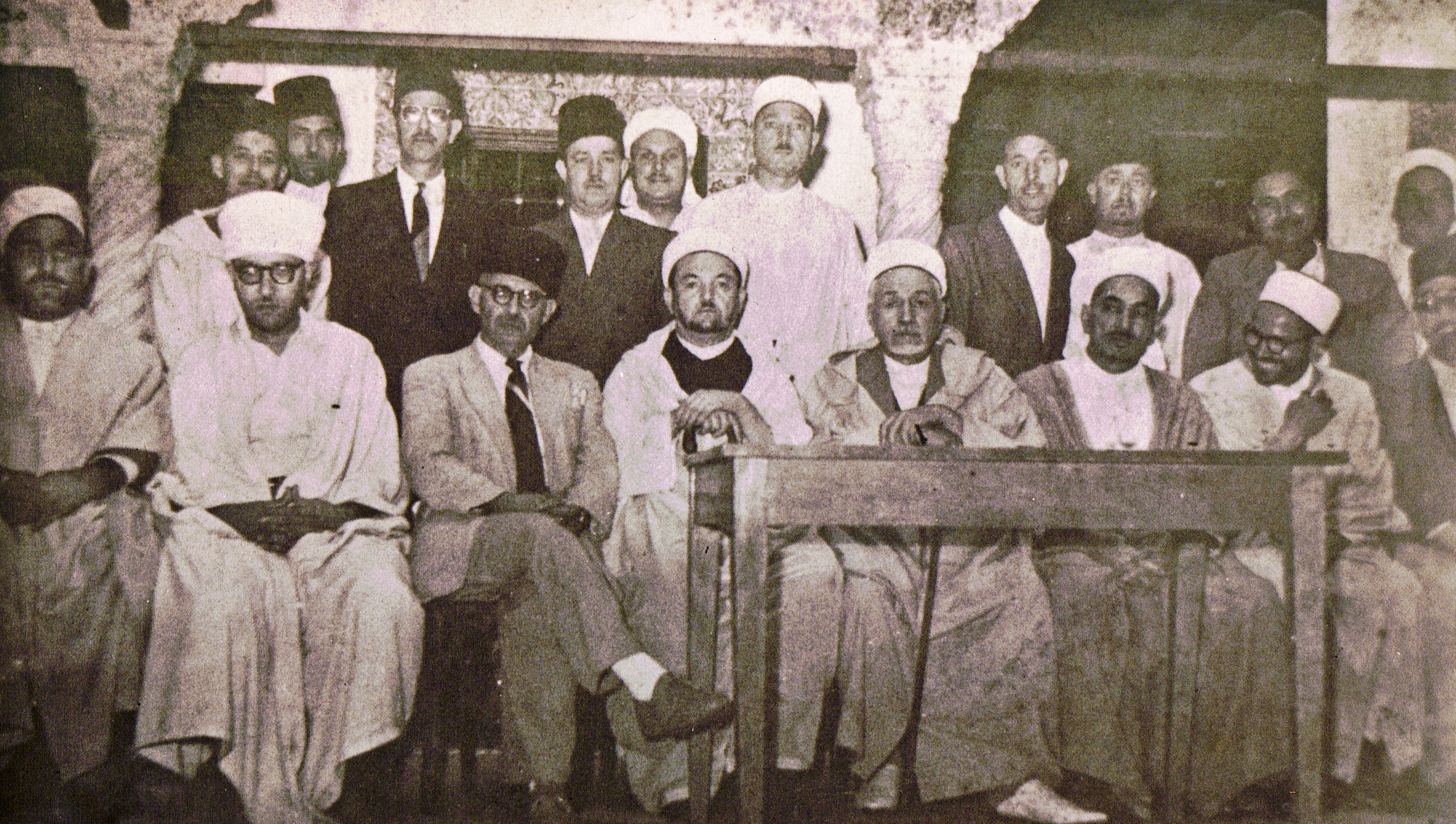
المجلس الإداري لجمعية العلماء - 1949. (الجلوس، من اليمن إلى الشمال) أحمد بوشمال، عبد اللطيف سلطاني، محمد خير الدين البسكري، محمد البشير الإبراهيمي (نائب الرئيس)، العربي التبسي، أحمد توفيق المدني، عباس بن الشيخ الحسين، نعيم النعيمي، (الوقوف من خلف) مجهول، حمزة بوكوشة، أحمد سحنون، عبد القادر المغربي، الجيلالي الفارسي، أبو بكر الأغواطي، أحمد حماني، باعزيز بن عمر، مجهول، مجهول.

في 30 افريل 1944 عاد إلى الجزائر في عهد السرية، فلما نزل بقسنطينة ابتدأ العمل في التربية والتعليم، ورغم أن البحث عنه كان ما يزال جاريا بتهمتين: الفرار من الجندية الإجبارية والتعاون مع العدو في زمن الحرب، ثم قدم إلى المحاكمة التي وقعت في 20 مارس 1945 بعد تدخل جمعية العلماء وأهل قسنطينة وقدمت رشوات ضخمة أنجت الطلبة الجزائريين وحكم عليهم بالبراءة أو بأحكام خفيفة.
عين بعدها مديرا علميا للدراسة في التربية والتعليم، وأهم ما طرأ على الدراسة في هذه المدرسة إنشاء التعليم الثانوي بها، وتخلي السعيد حافظ عن إدارتها فخلفه الأستاذ عبد الحفيظ الجنان، أما المدرسة الثانوية فقد عين لمباشرتها الشيخ السعيد حافظ لقسم الإناث، وأحمد حماني لقسم الذكور، ثم جائت أحداث 8 ماي 1945، وصدر الأمر بغلق المدرسة وكل مدارس الجمعية في ولاية الشرق ابتداء من شهر ماي 1945.
في مارس 1946 عقد مؤتمر من المعلمين ورجال الجمعيات بقسنطينة، وقرر عدم الاعتراف بقرار الغلق ووجوب إعادة الحياة للدراسة العربية ابتداء من أول السنة الدراسية، وفتحت المدارس أمام أعين العدو المبهوت، وعاد إلى الإدارة العلمية ابتداء من أكتوبر 1946، ـ وقد عين للإدارة العلمية أحمد رضا حوحو، وأنشء قسم ثانوي للبنات وللذكور.
في هذه السنة تكون مؤتمر المعلمين وأنشئت لجنة التعليم العليا لغرض توحيد التعليم الحر ماديا وأدبيا على مستوى الوطن وبعض مدن فرنسا، وقد عين عضوا في هذه اللجنة التي أنجزت أشياء كثيرة في عقد من السنين، كما أنشأت التفتيش الابتدائي والعام ووحدت الدراسة، وأنشأت الشهادات الفاصلة بين مراحل التعليم، ونفذت البعثات العلمية إلى ثانويات وجامعات مصر.
منذ سنة 1947 تكونت أول ثانوية بالجزائر للتعليم العربي الحر، وعين لإدارتها الشهيد الشيخ العربي التبسي، وللأستاذية أبناؤه وإخوانه ومنهم أحمد حماني وهو الذي أشرف على تنظيم الدخول فيه، وشارك في تكوين هذه الثانوية، وبقي المشرف على اللجنة العلمية إلى آخر لحظة من حياة المعهد، شهر اوت 1957.
في سنة 1955 أسندت إليه رئاسة لجنة التعليم العليا بعد أن اعتقل كثير من رجالها. في عام 1946 عينته جمعية العلماء كاتبا على مستوى جميع ولايات الشرق، يهتم بالجمعية وشعبها ومدارسها وشؤون التعليم فيها، فقام بالمهمة أحسن قيام. في سنة 1951 انتخب عضوا في إدارة الجمعية وأسندت له مهمة نائب الكاتب العام، ودام في هذا المنصب مادامت الجمعية في الوجود.
منذ نشوب حرب التحرير في عام 1954 كان مثل إخوانه يعمل فيها، وكان العمل سرا، وجعلت دار الطلبة من المراكز الأساسية للثورة، ودام هذا إلى يوم ألقي عليه القبض في 11 أوت 1957 بالعاصمة، وأغلقت دار الطلبة وطرد منها سكانها واحتلها العدو، وجعلها من مراكز التعذيب والاعتقال، وبقي فيها إلى يوم الانتصار سنة 1962.
بعد 27 يوما في العذاب والانتقال من الجزائر إلى قسنطينة، زج به في السجن وعذب فيه أيضا واعتبر من المشوشين، ثم حوكم أمام المحكمة العسكرية فنال الأشغال الشاقة، ونقل إلى السجن المركزي بتازولت «لمبيس»، حيث بقي هناك إلى يوم 4 أبريل 1962.
في سجن تازولت أنشأ مع إخوانه المجاهدين حركة المجاهدين حركة تعليم منظم، وكون طلبة أتم بعضهم دراسته ثم امتهن في عهد الاستقلال التعليم في الثاويات وصاروا جهازا في ميدان التربية والتعليم، وفيه أيضا دبرت المكائد ضده، وكاد الاغتيال يناله عام 1960 بعد ابتداء المفاوضات، وبسببه وقع الإضراب العام من جميع المساجين بسبب خطبة يوم عيد النحر، فكان سبب سقوط النظام الطاعة «دسبلين»، ونال المساجين حقوق السجن السياسي وصارو يسمعون الإذاعات ويقرؤون الصحف بعدما كانت ممنوعة عنهم قبل ذلك، وهذا في 1961.
بعد اعلان وقف إطلاق النار في 19 مارس 1962 سمي عضوا في اللجنة المسؤولة عن التعليم في مدينة قسنطينة، ومديرا لمعهد ابن باديس، وفتح أبوابه للتعليم إلى رفع الأمية، فعمر بالصبيان والشباب الشيوخ والنساء والرجال.

## بعد استقلال الجزائر
بعد تأسيس الحكومة الجزائرية ووقوع الاستفتاء، استدعي من قسنطينة لوظيفة المفتش العام للتعليم العربي، ودام هذا إلى سنة 1963، فلما أسس معهد الدراسة العربية بجامعة الجزائر سمي أستاذا به، وقضى في الجامعة 10 سنوات كاملة من 1962 إلى 1972م.
في سنة 1972م استدعي ليكون رئيسا للمجلس الإسلامي الأعلى، ويعتبر هذا المنصب كمستشار تقني لوزير الشؤون الدينية، ومن مهامه تنظيم الدعوة في المساجد والمدن، وإصدار الفتوى، وتمثيل الجزائر في الملتقيات على مستوى العالم الإسلامي أجمع، فقام بهذه المهمة مولود قاسم نايت بلقاسم ثم من بعده الشيخ أحمد حماني إلى عام 1988 حيث دخل في فترة التقاعد ابتداء من ينار 1989م. أثناء وجود في هذا المنصب، مثل الجزائر في ملتقيات عالمية بتونس مراران وبليبيل مرتين، وبمصر مرة وبالسعودية مرارا، وبالأفغان، وبالهند، وبسرنديب «سرلنكة»، وببلجيكا، وبنواكشوط، وبتشاد وبموسكو، وبإيران، وتناول الكلمة في هذه المجتمعات كلها.
عين في اللجنة المركزية لجبهة التحرير الوطني من سنة 1983 إلى 1985، انتخب رئيسا لجمعية العلماء المسلمين الجزائريين في سنة 1991. كما تولى إدارة جريدة البصائر في نفس السنة

## عقيدته
‌أ- عقيدته إجمالا:
إن الشيخ-رحمه الله- في عقيدته كان متبعا للسلف الصالح، فقد كان سلفيا عقيدة و سلوكا، دعوة وعملا، مقتفيا منهج شيخه الإمام السلفي عبد الحميد بن باديس – رحمه الله – فكان متبعا خطاه، سائرا على دربه، ناسجا على منواله، متأثرا به، وشواهد ذلك كثيرة جدا: فالشيخ أحمد حماني كغيره من علماء الإصلاح على مر الزمن كان كثير الدعوة إلى الالتزام بالكتاب والسنة لأنهما مصدرا التشريع الإسلامي وفي هذا يقول – رحمه الله –:" على المسلمين أن يلتزموا العمل بكتاب ربهم وسنة نبيهم في كل أمورهم، فإن الرسول - صلى الله عليه و سلم- ما جاء إلا ليعلمنا ديننا ويهدينا سواء السبيل، وقد أوجب الله علينا طاعته وقارنها بطاعة سبحانه فقال:} وَمَا أَرْسَلْنَا مِنْ رَسُولٍ إِلَّا لِيُطَاعَ بِإِذْنِ اللَّهِ{(النساء: 64) وقد أمرنا الرسول -صلى الله عليه وسلم- أن نتبع سنته ونتجنب الانحراف عنها بالابتداع في الدين. وسنة النبي -صلى الله عليه وسلم- طريقته الشرعية التي ما سلكها إلا بوحي من الله، قال الله تعالى:} لَقَدْ كَانَ لَكُمْ فِي رَسُولِ اللَّهِ أُسْوَةٌ حَسَنَةٌ{(الأحزاب: 21)، وقال أيضا:} قُلْ إِنْ كُنْتُمْ تُحِبُّونَ اللَّهَ فَاتَّبِعُونِي يُحْبِبْكُمْ اللَّهُ وَيَغْفِرْ لَكُمْ ذُنُوبَكُمْ وَاللَّهُ غَفُورٌ رَحِيمٌ{(آل عمران:31). وقال صلى الله عليه وسلم:"عليكم بسنتي"، وقال:"من أخذ بسنتي فهو مني". وجاءت الآيات والأحاديث الصحيحة في التحذير من البدعة وذم المبتدع" 1  فهذا النص الذي نقلته عنه يدل أن الشيخ أحمد حماني يعتبر الكتاب والسنة مصدر العقائد والعبادات وجميع الشرائع.
وهذه أهم قاعدة من قواعد المنهج السلفي، ومما يؤيد هذا المفهوم ويؤيده قوله:" ولا ينكر أحد أن الإسلام ديننا، غير أنهم كانوا يختلفون في تفسير الإسلام الذي هو ديننا هل إسلام القرآن والسنة الصحيحة وفهم سلف الأمة لهما؟ أم الإسلام مجموعة من الخرافات والتقاليد الموروثة والعادات البالية ولو تضاربت وتناقضت؟" ثم يجيب عن هذا السؤال بقوله: "إن الإسلام في فهم المصلحين هو ما جاء به القرآن وبينته السنة وفهمه وسار عليه السلف الصالح، وفي فهم غيرهم هو ما وجدنا عليه آباءنا وقد وجدناهم في الدرك الأسفل"2.
وهذا النص يوضح لنا أن الشيخ-رحمه الله- لا يعتد في فهم الكتاب والسنة إلا بما فهمه السلف الصالح وأن مخالفة فهمهم هو الضلال بعينه..ولهذا يقول في محاضرة له عن عقائد السلف:"وعقائد الإسلام في أصلها بسيطة واضحة. كان الداعي – النبي صلى الله عليه وسلم- يدعو بها عظماء العقول. يعرضها على الملوك وأرباب التيجان كما يعرضها على الرعاة ومن عدوهم في الأراذل من الطبقات ويلقنها لأبسط الناس مدعمة بآيات القرآن وآيات الله في الآفاق فلا يسمع كل من يسمعها إلا هداه الله إلى الإيمان إيمانا عميقا بهذا الدين وبرب العالمين" 3.
بعد هذا العرض المجمل لعقيدة الشيخ أحمد حماني-رحمه الله- نلج إلى نقطة أساسية وهي الفاصل بين عقيدة السلف والخلف ألا وهي: آيات وأحاديث الصفات.
فقد كان –رحمه الله- على معتقد السلف في هذه المسألة القائل: نؤمن بهذه الآيات والأحاديث كما وردت ونترك بيان المقصود لله تبارك وتعالى.
       وقد بين الأستاذ محمد الصالح الصديق –حفظه الله- وهو أحد زملائه العارفين به- هذه النقطة جيدا عند ذكره لأهم أسس الدعوة عند الشيخ أحمد حماني، فقال: معرفة الله تبارك وتعالى وتوحيده وتنزيهه أسمى عقائد الإسلام وآيات الصفات وأحاديثها الصحيحة نؤمن بها كما جاءت من غير تأويل ولا تعطيل ولا نتعرض لما جاء فيها من خلاف بين العلماء" 4.
إذن: الخلاصة التي نخرج بها بعد كل هذا الكلام أن الشيخ أحمد حماني –رحمه الله- كان على عقيدة السلف الصالح وفهمهم لنصوص الكتاب والسنة الصحيحة. وكيف لا يكون كذلك وهو أحد المصلحين البارزين في جمعية العلماء المسلمين الجزائريين التي كانت توجهاتها سلفية تماما كما جاء في الأصول العشرين لها والتي نقتطف منها هذه الثلاثة أصول5 :
- سلوك السلف الصالح تطبيق صحيح لهدي الإسلام.
- فهوم أئمة السلف الصالح أصدق الفهوم لحقائق الإسلام ونصوص الكتاب والسنة.
- ندعو إلى ما دعا إليه الإسلام وما بيناه من الحكام بالكتاب والسنة وهدي السلف الصالح من الأئمة مع الرحمة والإحسان دون عداوة أو عدوان.
‌ب- موقفه من الفرق العقدية:
إن الأمة الإسلامية بعد الخلافة الراشدة انقسمت كما هو معلوم إلى عدة فرق كل تدعي أن الحق معها وغيرها باطل ولهذا يقول الشيخ – رحمه الله-:" وقد أخبر عليه الصلاة والسلام أن أمته ستفترق على بضع وسبعين فرقة لا تنجو منهن سوى واحدة هي التي تمسكت بسنته ولزمت جماعة المسلمين وقد افترقت أمته بالفعل كما أخبر وربما ادعت كل فرقة أنها وحدها الفرقة الناجية المستثناة من الحديث".
ثم بين عقيدته وموقفه من هذه الفرق فيقول:"لأجل هذا الحديث وأمثاله عدت العلماء كل الفرق التي خالفت السنة وخرجت عنها قولا أو فعلا أو اعتقادا أو سلوكا من الفرق المبتدعة ومقتوا البدعة فيهم ونصحوهم وحاولوهم أن يفيئوا إلى المنهاج السوي كتاب الله وسنة رسوله" 6.
وهذا الحديث الذي يقصده الشيخ أحمد حماني في افتراق المسلمين أصحاب السنن مع اختلاف في اللفظ عن غير واحد من الصحابة أمثال أبي هريرة وعبد الله بن عمرو ومعاوية وغيرهم فقد رواه أبو داود في سننه (4/276) في كتاب السنة (باب شرح السنة) والترمذي في سننه (4/134) في كتاب الإيمان (باب افتراق هذه الأمة) وابن ماجة في سننه (2/1321) في كتاب الفتن (باب افتراق الأمم) والإمام أحمد في المسند (17/169) عن أبي هريرة وصححه العلامة أحمد شاكر –رحمه الله- ونص الحديث بلفظ أبو داود:"افترقت اليهود على إحدى أو اثنتين وسبعين فرقة وتفرقت النصارى على إحدى أو اثنتين وسبعين فرقة وستفترق أمتي على ثلاث وسبعين فرقة "وزاد في رواية "اثنتين وسبعون في النار وواحدة في الجنة وهي الجماعة" واختلف العلماء في صحة هذا الحديث وضعفه بسبب كثير بن عبد الله وهو ضعيف وقد حسن الترمذي حديثا له وباقي رجاله ثقات كما قال الإمام الهيثمي-رحمه الله- 7.
ومهما يكن فإن الأمة قد أصابها الداء الذي أصاب الأمم السابقة فتفرقت كلمتها، وتشتت قوتها، وكانت بداية ذلك على يد الخوارج ثم تبعهم الشيعة.
ونسلط النظر في هذا البحث على خمسة فرق وهي: الشيعة (الروافض)، القدرية، الجبرية، المعتزلة والأشاعرة ونرى ما موقف الشيخ أحمد حماني من هذه الفرق وحكمه عليها؟
الشيعة (الروافض):
يقول فيهم –رحمه الله-:"منهم ظالم لنفسه بالغلو والفساد مما أدى ببعض هؤلاء الغالية إلى الخروج عن الإسلام بأقوال رهيبة واعتقادات زائغة ناهيك من يزعم أن للقرآن ظاهرا وباطنا. الظاهر جاء ليعلمه الناس والباطن إنما يعلمه الأئمة المعصومون ومنهم من بلغ به الكفر إلى الزعم بأن جبريل أخطأ في تبليغ الرسالة فنزل بالقرآن على محمد وقد أمر –في زعمهم- أن ينزل على علي فهؤلاء ليسوا بمسلمين ومن أشنع أقوال الغلاة وكيدهم لإبطال الشريعة الإسلامية وتحطيم دولة المسلمين تهجمهم على الصحابة وحتى الكبار منهم –رضوان الله عنهم أجمعين- وشتمهم ورميهم بالكذب. ونزع صفة العدالة عنهم والأمانة وإقدامهم على سفك الدماء واستباحة الأعراض والأموال بغير حق".
ويقول كذلك: "فالرافضة وهم المتجرئون على الصحابة إنما تأسست فرقتهم وشاعت نحلتهم بقصد هدم دولة العرب ومحو دولة الإسلام" 8.
القدرية:
في أواخر عهد الصحابة حدثت بدعة القدرية والمرجئة، فأنكر ذلك الصحابة والتابعون كعبد الله بن عمر وابن عباس وجابر بن عبد الله –رضي الله عنهم- يقول فيهم-رحمه الله-:"ومن أشنع البدع التي سببت افتراق المسلمين مزاعم القدرية وهم أصل الاعتزال. ولما سمع بمقالهم عبد الله بن عمر أنكر عليهم أشد الإنكار وتبرأ منهم...فمن قال بالقدر كقول المعتزلة فهو مبتدع" 9.
الجبرية:
يقول فيهم –رحمه الله-:"الجبرية فرقة من الفرق الإسلامية المبتدعة يقولون بنفي الفعل حقيقة عن العبد وإضافته إلى الرب وأن الإنسان مجبر على أفعاله ولا استطاعة له، وعلى رأس القائلين بهذا القول جهم بن صفوان أحد رؤوس المعتزلة والأزارقة من غلاة الخوارج ومذهبهم باطل بين الفساد10.
المعتزلة:
يقول الشيخ أحمد حماني عن نشأة هذا المذهب:"..ثم تطورت العقيدة من الاعتماد على آيات القرآن وآيات الله في الآفاق للمعرفة الصحيحة بالله ولكونه والحياة الدنيا والآخرة ومعرفة عالم الغيب إلى الاعتماد الكلي على العقل وتحكيمه والحكم به على كل شيء. فما صححه العقل فهو الصحيح وما زيفه العقل فهو الزائف وابتدأ هذا الطور في آخر عهد الصحابة –رضوان الله عليهم- وامتد يخطو خطوات حثيثة كثيرا ما تتخبط في الظلام حتى بلغ الذروة في العهد العباسي أيام الخليفة المأمون" ثم يبين حكمه فيهم فيقول:"وتزعم هذا العلم المبتدع الجديد المعتزلة فأخذتهم العزة والإعجاب به وحملوا علماء الإسلام على وجوب التسليم بأقوالهم ما أنكروه فهو المنكر وما عرفوه فهو المعروف فضلوا بذلك وأضلوا" 11 .
- الأشاعرة:
يتحدث الشيخ –رحمه الله- عن كيفية نشأة المذهب الأشعري والتعريف به وعلى أي أساس قام فيقول:"..حتى جاء من يقوم مذهب الاعتزال والتعطيل ويرد عليه بنفس حججهم وبراهينهم بعد أن تعلمها منهم فأتقنها، ذلك هو أبو الحسن الأشعري تلميذ أبي علي الجبائي المعتزلي وسليل أبي موسى الأشعري أحد الفاتحين من أصحاب الرسول –عليه الصلاة والسلام- ونشأ مذهب جديد في هذا العلم فقد كان بين السلف الذين يؤمنون بآيات القرآن دون تأويل ولا تعطيل وما أشكل عليهم من الظواهر والمتشابه قالوا فيه (آمنا به كل من عند ربنا) مع التنزيه عن التجسيم والتشبيه (ليس كمثله شيء وهو السميع البصير) وبين المعتزلة الذين يحكمون العقل في كل شيء ويبطلون ما أنكره العقل وأدى بهم ذلك إلى تعطيل صفات لله نص عليها القرآن الكريم فسموا بذلك المعطلة وكانوا يطلقون على خصومهم المجسمة.
وتوسط أبو الحسن الأشعري بين المذهبين: مذهب السلف المتهم بالتجسيم ومذهب المعتزلة المتورط في التعطيل وقال بالتنزيه والتأويل ولم ينكر ما أنكره المعتزلة من الصفات بل قال بها مع التأويل فسمي أصحابه الصفاتية، ومال إليه عالم الفكر الإسلامي واعتنقه أساطي العلماء وانحدر الاعتزال وعلماؤه حتى صاروا يذكرون بأقبح النعوت" 12.
نعم لقد مالت جماهير العلماء إلى المذهب الأشعري فأصبحت له مدرسة لها الكثير من الأتباع الذين يدافعون وينصرون هذا المذهب فوقع بينهم وبين دعاة المذهب السلفي مناظرات وردود كثيرة وصلت إلى حد اتهام بعضهم بعضا بالضلال والبدعة، وبالمقابل هناك الكثير من العلماء المعتنقين لعقيدة السلف من اعتبر الأشاعرة من أهل السنة والجماعة فما موقف الشيخ أحمد حماني وما حكمه على الأشاعرة؟
إن الشيخ –رحمه الله- يقرر أن الأشاعرة من أهل السنة والجماعة وبرهان ذلك ما قاله في فتاويه (1/261):"ومن تمعن في نصوص الشريعة جيدا ودرس حجج الفرق المتنازعة بإنصاف حكم بأن الحق بجانب أهل السنة والجماعة الذين منهم الأشاعرة".
وهذا الذي قال الشيخ-رحمه الله- ذهب إليه الكثير من أهل العلم نذكر منهم على سبيل المثال لا الحصر العلامة السلفي مبارك الميلي الذي يقول:"وانقسم أهل السنة إلى سلفيين يؤمنون بآيات وأحاديث الصفات كما جاءت ولا يعتمدون على الكلام وإلى أشاعرة يعتمدون على الكلام ويؤولون بعض آيات وأحاديث الصفات" 13.
ورغم كل ذلك إلا أنه يقرر أن مذهب السلف هو الأسلم حيث يقول: "ومن أعظم علماء الأشعرية أبو بكر بن الطيب الباقلاني وإمام الحرمين وأبوه الجويني وأبو حامد الغزالي وفخر الدين الرازي، ومع ذلك فإن مذهب السلف بقي هو أسلم المذاهب وأبعدها يرجع إليها أساطي المتكلمين بعد إفناء أعمار في صوغ حجج المتكلمين والمجادلة بها" 14 . وهذا النص الأخير واضح في ترجيح الشيخ أحمد حماني لمذهب السلف عليهم رضوان الله.
ج-موقفه من البدعة:
كتب الشيخ أحمد حماني في كتابه الصراع (1/27) كلاما نفيسا عن البدعة حق أن يكتب بماء العيون حيث يقول:"إن الصراع بين السنة والبدعة لقائم مستمر منذ القديم وعلى مدى الأجيال والقرون، لأنه في الحقيقة صراع بين الشريعة وقيامها ودوامها واستقرارها نقية كما جاء بها صاحبها وبين محاولة هدمها وتحريفها ومحق دولتها وأهلها".
فما هي البدعة؟ عرفها الشيخ أحمد حماني فقال:"كل ما خرج عن سنة رسول الله –صلى الله عليه وسلم- القولية أو الفعلية أو الإقرارية وخالف طريقه وهديه وما جاء به من الدين فهو بدعة لأنه جاء على غير مثال ما شرعه الله والرسول للخلق"
  واختار لها أيضا تعريف الإمام الشاطبي في الاعتصام بقوله:"طريقة في الدين مخترعة تضاهي الشريعة يقصد بالسلوك عليها المبالغة في التعبد لله سبحانه وتعالى".
ويشرح هذا التعريف أكثر بقوله:"ومن اخترع شيئا من عنده ليعبد الله فهو مبتدع ومن ترك شيئا مباحا يريد أن يتقرب بتركه إلى الله فهو مبتدع".
وبقدر ما كان الشيخ أحمد حماني –رحمه الله- شديد الدعوة إلى الكتاب والسنة والعض عليها بالنواجذ فإنه شديد التحذير من البدع والضلالات ولهذا فإنه –رحمه الله- لم يكن من دعاة تقسيم البدعة بل كانت عنده البدعة واحدة قبيحة كلها ضلالة في النار هي وصاحبها وليس فيها مستحسن بل كل البدع مستهجن، ولقد شن أيضا حربا على البدع والمبتدعين حتى ولو صدرت هذه البدعة من المسؤولين الكبار في الدولة أو العلماء بل حتى لو انتشرت هذه البدعة بين الناس.
ومن المسائل الدالة على أن الشيخ كان صارما في رد البدعة حتى ولو انتشرت بين الناس وتلقوها بالقبول والاستحسان مسألة الدعاء جماعة عقب الصلاة المفروضة وهذه في الحقيقة مسألة في غاية الأهمية إذ أن هذه البدعة تعارف عليها الناس وأصبحت عندهم من المسلمات التي لا مجال للنقاش فيها، ضف إلى ذلك فإن العامة تحب مثل هذه الأمور الجماعية لأنها تبعث فيهم النشاط وحب العبادة، لذلك فإن مثل هذه المسائل هي الفاصل الحقيقي بين العالم الذي لا يستطيع مخالفة ما تفعله العامة خوفا على مكانته بينهم وبين العالم الذي لا يخاف في الحق لومة لائم حتى ولو رماه الناس بالجهل واهتزت مكانته بينهم.
فقد سئل –رحمه الله- عن هذه المسألة كما جاء في الفتاوى (1/135) فبين أن هذا الأمر من البدع التي يجب محاربتها في المساجد وأتى بأدلة نقليه صريحة في ذلك وختم جوابه ببيان الطريقة المثلى للقضاء على هذا النوع في مساجدنا وفي أوساط المصلين.
ومن المسائل التي صدرت من المسؤولين في الدولة وأفتى ببدعتها مسألة عزف الموسيقى الحزينة في الجنائز فقد بين مخالفة هذه البدعة المنكرة لما جاء في صحيح السنة النبوية بقوله:"عزف الموسيقى –حزينة أو بهيجة- في هذه الأماكن أو في بعضها بدعة في الدين منكرة وعادة في مجتمع المسلمين مستهجنة مخالفة سنة الإسلام ولعادة أسلافنا الكرام" ثم بين أن هذا الأمر تقليد للكفار"...ثم إن استعمالها عند الموت تقليد مستهجن مناف للذوق العربي الإسلامي وفي ذلك تقليد لفرقة الأطفال المنشدين من النصارى عند الجنازة في الكنيسة أو في الطريق إلى المقبرة"  الفتاوى (2/495-497).
       هذه أمثلة يسيرة عن موقف العلامة أحمد حماني من البدع والمبتدعين ويتجلى موقفه هذا من خلال هذه النقاط
- حشد النصوص الكثيرة في تبيان رد البدعة والتحذير منها.
- المبتدعون معتدون على حق الله ورسوله في التشريع.
- من رغب عن أوامر الله وتركها تدينا لا تكاسلا فهو مبتدع.
- بيانه بغض السلف للبدعة وأهلها.
كل البدع مستهجن وليس فيها شيء مستحسن. 15
وفي نهاية هذا البحث يمكن تلخيص منهج الشيخ العلامة أحمد حماني – رحمه الله- في العقيدة في هذه النقاط :16
1.      الإسلام نظام شامل.
2.     الكتاب والسنة هما مرجعية كل مسلم.
3.     كل واحد معرض للخطأ ويؤخذ من كلامه ويرد إلا رسول الله صلى الله عليه وسلم وكل ما وافانا عن السلف الصالح موافقا للكتاب والسنة نتبعه ونعمل به.
4.     معرفة الله تعالى وتنزيهه أسمى عقائد الإسلام وآيات الصفات وأحاديثها الصحيحة نؤمن بها كما جاءت من غير تأويل ولا تعطيل ولا نعترض لما جاء فيها من خلاف بين العلماء.
5.     كل بدعة إلى الدين ضلالة يجب محاربتها والقضاء عليها.
الهوامش:
1-     الفتاوى (2/415).
2-     سير العلماء(2/18).
3-     أنظر:كتاب. أحمد حماني حياة وآثار-شهادات ومواقف ص 107.
4-  جريدة الشعب عدد 11214.  
5-     العقائد الإسلامية لابن باديس ص7.
6-     صراع بين السنة والبدعة (1/40).
7-     مجمع الزوائد (7/260).
8-     الصراع (1/40).
9-     الفتاوى (2/115).
10- نفس المصدر (3/94).
11- الصراع (1/41).
12- نفس المصدر(1/42).
13- تاريخ الجزائر في القديم والحديث (2/711)..
14- أنظر كتاب: أحمد حماني حياة وآثار –شهادات ومواقف ص 109.
15-أنظر كتاب: أحمد حماني أصالة ومعاصرة ص 189.
16-جريدة الشعب عدد11214.

## مؤلفاته
للشيخ عدة مؤلفات أهمها.
- كتاب «الإحرام لقاصدي بيت الله الحرام» منشورات وزارة الشؤون الدينية والأوقاف، الجزائر
- كتاب «صراع بين السنة والبدعة» دار البعث، 1984
- كتاب «فتاوى الشيخ أحمد حماني»(3أجزاء) قصر الكتاب - البليدة
- كتاب «من الشهداء الأبرار: شهداء علماء معهد عبد الحميد بن باديس»، قصر الكتاب - البليدة
- كتاب «الدلائل البادية على ضلال البابية وكفر البهائية»، الشهاب - باتنة

## وفاته
توفي الشيخ أحمد حماني في 29 جوان 1998 م

## وصلات خارجية
- منهج العلامة أحمد حماني في العقيدة
- مع العالِم العامل الشيخ أحمد حماني عليه رحمة الله
- المطالبة بإطلاق اسم الشيخ حماني على جامعة كبيرة[وصلة مكسورة]

## مواضيع ذات صلة
- قائمة أعلام الجزائريين
- المرجعية الدينية الجزائرية